# 萬塔省
萬塔省（西班牙語：Provincia de Huanta），是秘魯的省份，位於該國中南部阿亞庫喬大區，首府是萬塔，面積3,878.91平方公里，海拔高度2,628米，2007年人口93,360，人口密度每平方公里24.07人。